# تاريخ الصراع العربي الإسرائيلي
الصراع العربي الإسرائيلي هو صراع حديث له جذور من نهاية القرن التاسع عشر. أصبح الصراع قضية دولية كبرى مع نشأة إسرائيل في عام 1948. أدى الصراع العربي الإسرائيلي إلى خمسة حروب رئيسية على الأقل وعدد كبير من النزاعات الصغيرة، كما كان مصدراً لاثنين من الانتفاضات الفلسطينية الرئيسية.

## خلفية

### العصر العثماني
بدأت التوترات بين الحركات الصهيونية والسكان العرب في فلسطين بالظهور بعد 1880، عندما ازدادت هجرة اليهود الأوروبيين إلى فلسطين. أدت الهجرة إلى زيادة الجاليات اليهودية في فلسطين، التي كانت جزءًا من الإمبراطورية العثمانية، قاموا حينها بالاستحواذ على أراضٍ من أصحاب الأراضي العرب والعثمانيين المعروفين حينها باسم الأفنديين، وقاموا بنشاء مستوطنات زراعية يهودية. في ذلك الوقت تقريبا كان يعيش العرب على القطاع الزراعي المملوكة من قبل الأفنديين. يقدر الديموغرافي جاستن مكارثي من بيانات التعداد العثماني أن سكان فلسطين في 1882-83 كان حوالي 468,000، يتألف من 408,000 مسلم، 44,000 مسيحي و15،000 يهودي. بحلول عشية الحرب العالمية الأولى ازدادت هذه الأرقام إلى 602,000 مسلم، 81000 مسيحي و39000 يهودي، بالإضافة إلى عدد مماثل غير مؤكد من اليهود الذين لم يكونوا مواطنين عثمانيين. أول إحصائي عام لإسرائيل هو روبرتو باتشي وهو أعطى أرقامًا مماثلة باستثناء المسلمين فهو قال أنهم كانوا أقل من (525,000) في عام 1914.

### الانتداب البريطاني (1920-1948)

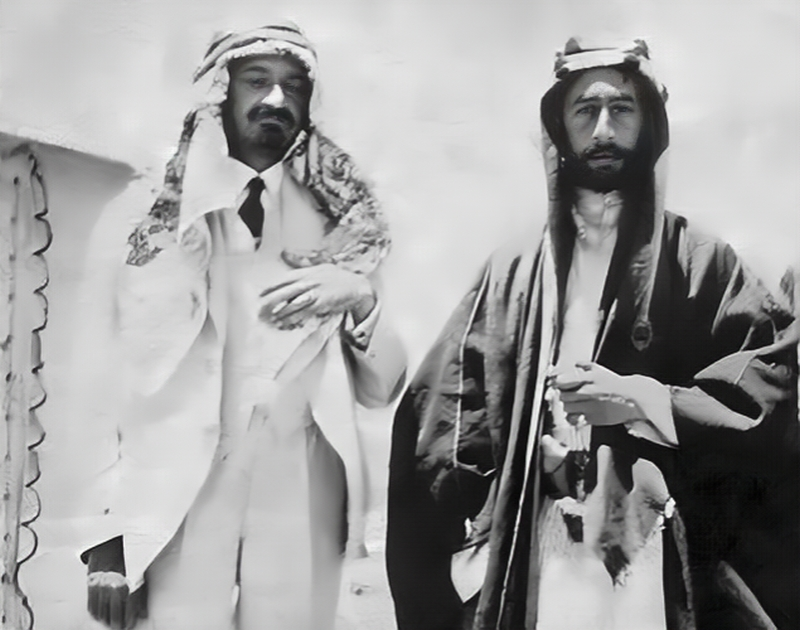
الأمير فيصل الأول (في اليمين) وحاييم وايزمان (يرتدي أيضاً ثوباً عربياً كعلامة على الصداقة) في سوريا. في هذا الوقت كان فيصل يعيش في سوريا وليس العراق.

خلال فترة فلسطين الانتدابية أعلن وعد بلفور الذي وقع في عام 1917، أن حكومة بريطانيا العظمى تؤيد إقامة «وطن قومي يهودي» في فلسطين. أدى وعد بلفور إلى تفاقم التوترات بين العرب الذين يعيشون في فلسطين الانتدابية واليهود الذين هاجروا إلى هناك خلال الفترة العثمانية. في يناير 1919 تم توقيع اتفاقية فيصل وايزمان والتي عززت التعاون العربي اليهودي في تطوير وطن قومي لليهود في فلسطين ودول عربية في جزء كبير من الشرق الأوسط، على الرغم من أن هذا الحدث لم يكن له تأثير يذكر على الصراع.
في عام 1920 أيد مؤتمر سان ريمو الاتفاقية الإنجليزية الفرنسية سايكس-بيكو لعام 1916، وخصص لبريطانيا منطقة الأردن الحالية والمنطقة الواقعة بين نهر الأردن والبحر الأبيض المتوسط، والعراق. في حين احتلت فرنسا سوريا ولبنان. في عام 1922 اعترفت عصبة الأمم رسميا بالانتداب البريطاني على فلسطين وشرق الأردن، استوفت بريطانيا التزاماتها من مراسلات الحسين – مكماهون في 1915-1916 عن طريق تخصيص جميع الأراضي شرق نهر الأردن لإمارة الأردن، من قبل الملك الهاشمي الملك عبد الله الأول والذي اعتمد بشكل وثيق على بريطانيا، وترك أراضي غرب الأردن باسم عصبة الأمم. في حين كان البريطانيون قد قدموا وعودًا بمنح العرب واليهود أرضًا، لكنهم ادعوا بعد ذلك أنهم لم يتعهدوا أبدًا بمنح الأرض. أفسحت التوترات المتصاعدة المجال للعنف، مثل أعمال الشغب في نبي موسى عام 1920، وأعمال الشغب في يافا عام 1921. لتهدئة العرب ولعدم قدرة بريطانيا على السيطرة على العنف العربي في فلسطين الانتدابية بأي طريقة أخرى فتم إنشاء في منطقة شرق الأردن إمارة عربية شبه مستقلة في جميع الأراضي شرقي نهر الأردن.
القوى المتصارعة للقومية العربية والحركة الصهيونية خلقت وضعاً لم يستطع البريطانيون حله أو تخليص أنفسهم منه. لقد أوجدت المذابح في روسيا وأوكرانيا بالإضافة إلى صعود أدولف هتلر إلى السلطة في ألمانيا ضرورة ملحة في الحركة الصهيونية لإنشاء دولة يهودية، وأثارت النوايا الواضحة للصهاينة هجمات عربية شرسة بشكل متزايد وهجمات ضد السكان اليهود (منها: مذبحة الخليل التي وقعت في عام 1929، وأنشطة الكف الأسود والثورة العربية في فلسطين في الفترة 1936-1939). قاد مفتي القدس المعين من قبل بريطانيا الحاج أمين الحسيني معارضة لفكرة تحويل جزء من فلسطين إلى دولة يهودية.
بحثاً عن المساعدة في طرد القوات البريطانية من فلسطين وبالتالي إزالة منفذ المشروع الصهيوني، سعى المفتي العام إلى التحالف مع دول المحور. كان رد الحكومة البريطانية هو إقصاء المفتي (حيث أمضى الكثير من الحرب العالمية الثانية في ألمانيا وساعد في تشكيل مسلمين شوتزشتافل في البلقان)، وقام بالحد من الهجرة اليهودية وتعزيز قوة الشرطة الخاصة به. تبنت القيادة اليهودية (يشوب) «سياسة ضبط النفس والدفاع الثابت ردا على الهجمات العربية» وقاموا بانتقاد البريطانيون على ما اعتبروه «انسحاب بريطانيا من وعد بلفور وتوفيقه للهجمات العربي.» وفي هذا الوقت انشق نقاد هذه السياسة عن الهاجاناه (منظمة الدفاع عن النفس من يشوب) وأنشأوا الجماعة اليمينية إرجون، والتي قِيِدَت لاحقا من قبل مناحم بيجن في عام 1943.
تأسست لجنة تحقيق بريطانية ملكية عرفت باسم لجنة بيل في عام 1936. في تقريرها لعام 1937 اقترحت حل الدولتين والتي أعطت فيه للعرب حق السيطرة على منطقة النقب ومناطق من الغرب الحالي، مثل: الخليل وغزة وأعطت لليهود حق السيطرة على تل أبيب، وحيفا، والمناطق الشمالية والمناطق المحيطة بها. كان البريطانيون يسيطرون على يافا والقدس وبيت لحم والمناطق المحيطة. القياديان الرئيسيان اليهوديان هما حاييم وايزمان وديفيد بن غوريون كانا قد أقنعا الكونغرس الصهيوني بالموافقة على توصيات بيل بشكل لا لبس فيه كأساس لمزيد من المفاوضات. ومع ذلك رفض العرب ذلك بينما طالبوا بوقف الهجرة وبيع الأراضي للشعب اليهودي. دفعت مطالب العرب البريطانيين إلى وقف الهجرة اليهودية، وبالتالي منع اللاجئين من الفرار من الهولوكوست.
استمر العنف اليهودي ضد فلسطين الانتدابية خلال النصف الأخير من أربعينيات القرن العشرين، مع هجمات من قبل الإرجون، واغتيال المسؤولين في السلطات البريطانية من قبل ليهي، وتفجير فندق الملك داود في عام 1946.
في عام 1947 تم الإبلاغ أن عدد السكان هو 1,845,000، يتألف من 608,000 يهودي و1،237,000 عربي وغيرهم.

## حرب 1948

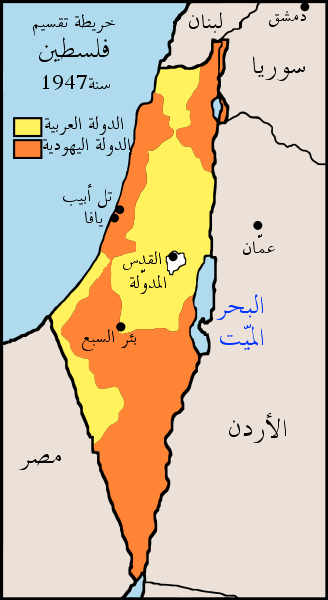
خطة تقسيم فلسطين المُقدمة من طرفي النزاع قبل حرب 1948. قبِل اليهود الخطة في حين رفضها العرب

خلال الحرب العربية الإسرائيلية (1948-49) والمعروفة باسم «حرب الاستقلال» لدى الإسرائيليين في حين تُعرف باسم النكبة («الكارثة») لدى الفلسطينيين بدأ قرار تقسيم فلسطين وما تلاها من حرب للتطهير العرقي للفلسطينيين في تشرين الثاني/نوفمبر 1947. كانت هناك خطة مُقترحة تقوم على إنشاء دولتين عربية ويهودية في فلسطين؛ حينها قبل اليهود بهذا المقترح في حين رفض العرب عامة الخطة. استمرت النقاشات لمدة وفي نفس الوقت كان العرب يقومون ببعض الهجمات ضد إسرائيل التي كانت تشن حملة تطهير عرقي بُغية تأسيس عرقها اليهودي وفقط داخل الدولة الفلسطينية.[بحاجة لمصدر] في آذار/مارس 1948 سعت الولايات المتحدة من خلال الضغط على الأمم المتحدة إلى اعتماد الوصاية بدلا من قرار التقسيم؛ حينها رفضت القيادة اليهودية هذا الاقتراح. أما اليوم فتسعى السلطات الإسرائيلية والفلسطينية نحو السيطرة على مزيد من الأراضي من خلال مجموعة من الجيوش والميليشيات  العربية والإسرائيلية التي بدأت حملات مراقبة للأراضي داخل وخارج الحدود المعينة مما يعني حربا مفتوحة بين الطرفين.
غزت القوات الأردنية المصرية السورية اللبنانية العراقية والسعودية ثم القوات الفلسطينية بعد الانسحاب البريطاني وإعلان دولة إسرائيل في 14 مايو 1948 المنطقة وقد ندد بهذا الغزو كل من الولايات المتحدة (حليفة إسرائيل) والاتحاد السوفياتي كما ندد الأمين العام للأمم المتحدة تريغفه لي بهذا التصرف؛ لكن الدول العربية وجدت الدعم من تايوان وغيرها من الدول الأعضاء في الأمم المتحدة.
أعلنت الدول العربية أن هدفها هو «قيام» دولة فلسطين العربية  بدلا من إسرائيل. وكانت اللجنة العربية العليا قد أكدت على أن اليهود لن يُشكلون في فلسطين سوى 1/7 من السكان حسب الإحصائيات؛ لكنها لم تُحدد مصير اليهود الذين عاشوا في فلسطين قبل الانتداب البريطاني. اعتبر العرب خطة الأمم المتحدة غير صالحة وغير عادلة باعتبار أن الخطة لن تجعل العرب الطائفة الأكبر في فلسطين، ثم أكد العرب مجددا على أن الانسحاب البريطاني أدى إلى غياب السلطة القانونية وبالتالي يجب توفير حماية على أرواح العرب وممتلكاتهم قبل أي تصرف في الحدود أو شيء من هذا القبيل. جذير بالذكر هنا أن ثلثي العرب الفلسطينيين قد طُردوا من أراضيهم أو تم ترحيلهم قسرا بعدما سيطر اليهود على تلك المناطق وبقي قلة فقط باتت تُعرف اليوم باسم عرب 48 (المواطنين العرب في إسرائيل).

محاور التقدم للقوات العربية خلال حرب 1948

انتهى القتال مع توقيع عدة اتفاقات هدنة عام 1949 بين إسرائيل و«الجيران» (مصر، لبنان، الأردن وسوريا). بشكل عام انتهت الحرب بسيطرة إسرائيلية خالصة على المنطقة التي كان من المُفترض أن تُخصص للدولة اليهودية بالإضافة إلى أكثر من نصف المساحة المخصصة للدول العربية. كما تم الاتفاق على إدارة مصرية لقطاع غزة وإدارة أردنية للضفة الغربية وذلك حتى تاريخ حزيران/يونيو من عام 1967 عندما احتلت إسرائيل معظم الأراضي المتبقية خلال حرب الأيام الستة.

## حرب 1956
في عام 1956 شنت القوات الإسرائيلية بدعم من القوات الفرنسية والبريطانية هجوما على مصر وبالتحديد على شبه جزيرة سيناء ثم هبطت القوات البريطانية والفرنسية في وقت لاحق في ميناء السويس في محاولة منها للسيطرة عليه. ظاهريا تمت هذه العملية بهدف الفصل بين الأطراف المتحاربة إلا أن الدافع الحقيقي لبريطانيا العظمى وفرنسا كان الدفاع عن إسرائيل وحماية مصالح المستثمرين في البلدان التي تأثرت بسياسات الرئيس المصري جمال عبد الناصر خاصة قراره تأميم قناة السويس. برَّرت إسرائيل محاولة غزوها لمصر بهدف وقف الهجمات على المدنيين الإسرائيليين واستعادة الشحن عبر مضيق تيران أما مصر فقد أكدت على أن المضيق يقع ضمن مياهها الإقليمية ولا يجوز لإسرائيل التدخل فيه. وافقت القوات الغازية على الانسحاب من مصر تحت ضغوط أمريكية (الحليف الأول لإسرائيل) ودولية كما انسحبت إسرائيل من شبه جزيرة سيناء مقابل وضع الأمم المتحدة لقوات الطوارئ وحصول إسرائيل على ضمانات بخصوص حرية الشحن.

## بين عامي 1956 و1967
شهدت هذه الفترة صعود الناصرية، وتأسيس الجمهورية العربية المتحدة في عام 1958 وانهيارها في عام 1961، والخطط السورية لتحويل المياه من نهر الأردن، وظهور المنظمات الفدائية؛ والتي كان معظمها من سوريا والأردن، وعمليات الانتقام الإسرائيلية وتزايد اتساق الدول العربية مع الإتحاد السوفييتي الذي أصبح أكبر مورد للأسلحة.
في عام 1964 تم تأسيس منظمة التحرير الفلسطينية من قبل معظم اللاجئين الفلسطينيين ومعظمهم من الأردن. نصت المادة 24 من الميثاق الوطني الفلسطيني لعام 1964: «هذه المنظمة لا تمارس أي سيادة إقليمية على الضفة الغربية في المملكة الأردنية الهاشمية، وعلى قطاع غزة أو على منطقة الحمة».

## حرب 1967
الخلفية التي إلى اندلاع حرب الستة الأيام كانت بسبب معلومات خاطئة وصلت إلى جمال عبد الناصر من أجهزة استخبارات سوفييتية، حيث ورد أن إسرائيل كانت تجمع قوات بالقرب من الحدود الإسرائيلية السورية. كانت حالة الصراع متوترة للغاية خصوصاً بعد تزايد الصراعات بين إسرائيل وسوريا وإسرائيل والأردن، مثل معركة السموع. في 14 مايو 1967 غادر الجنرال محمد فوزي حاخوا إلى سوريا في جولة ليوم واحد، وتأكد من أن التقرير السوفييتي مزيف وأفاد بأنه لم تكن هناك قوات مسلحة إسرائيلية بالقرب من الحدود السورية. ومع ذلك أعلن ناصر حشد وتؤهب الكاملة للحرب في مصر اعتباراً من 14 مايو 1967، مشيراً إلى اتفاق الدفاع المشترك مع سوريا. كانت الخطوات المصرية الأخرى تتمركز في 100,000 جندي مصري في شبه جزيرة سيناء، وتم طرد قوات حفظ السلام التابعة للقوة (UNEF II) من شبه جزيرة سيناء على طول الحدود مع إسرائيل، وتم إغلاق مضيق تيران في 21-22 مايو 1967 (وبالتالي «تمنع جميع الشحنات من وإلى إيلات... كوسيلة للحرب». كان يملك الجيش الإسرائيلي قوة محتملة، بما في ذلك احتياطيات غير معبأة بالكامل من أصل 264,000 جندي.
في أعقاب انهيار الجهود الدبلوماسية الدولية لحل الأزمة، بدأ القتال في حرب الأيام الستة عام 1967 في 6 يونيو 1967 بضربات جوية إسرائيلية مفاجئة دمرت كامل سلاح الجو المصري بينما كانت لا تزال على الأرض. على الرغم من طلب إسرائيل من الأردن الكف عن مهاجمتها، بدأ الأردن مع سوريا بقصف أهداف إسرائيلية. بالإضافة إلى ذلك أرسل الحسين والذي كان متردد في البداية، هجمات غير مجدية بسبب طلبات عبد الناصر وتأكيده على نصر مصري سليم. وقعت هجمات على القوات الجوية العربية الأخرى في وقت لاحق من اليوم مع اندلاع أعمال عدائية على جبهات أخرى. أدى غزو بري لاحق على الأراضي المصرية إلى غزو إسرائيل لقطاع غزة وشبه جزيرة سيناء. مع النجاح السريع وغير المتوقع على الجبهة المصرية، قررت إسرائيل مهاجمة الضفة الغربية وتم الاستيلاء عليها بنجاح من الأردن في 7 يونيو، وتم الاستيلاء على مرتفعات الجولان من سوريا في 9 يونيو.

## حرب 1967-1970
كانت حرب الاستنزاف حرب محدودة بين مصر وإسرائيل من عام 1967 إلى عام 1970. كانت مصر قد شرعت في تدمير معنويات إسرائيل واقتصادها بعد انتصارها في حرب الأيام الستة. انتهت الحرب بوقف إطلاق نار وُقِع بين الدول في عام 1970 مع الحدود التي كانت في نفس المكان كما كانت عند بداية الحرب.

## حرب 1973

عندما بدأ وقف إطلاق النار، فقدت إسرائيل قوتها على الجانب الشرقي من قناة السويس إلى مصر (كما هو موضح باللون الأحمر) ولكنها كسبت الأرض غرب القناة ومرتفعات الجولان (كما هو موضح باللون الرمادي/البني).

بدأت حرب أكتوبر عام 1973 عندما شنت مصر وسوريا هجومًا مشتركًا مفاجئًا على إسرائيل في شبه جزيرة سيناء ومرتفعات الجولان، في يوم الصيام اليهودي (يوم الغفران). تقدم المصريون والسوريون خلال أول 24-48 ساعة، وبعد ذلك بدأ الزخم يتأرجح لصالح إسرائيل. بحلول الأسبوع الثاني من الحرب، تم إخراج السوريين بالكامل من مرتفعات الجولان. في سيناء إلى الجنوب، علقوا الإسرائيليون بين جيشيين مصريين، عبروا قناة السويس (حيث كان خط وقف إطلاق النار القديم)، في الوقت الذي جاء فيه وقف إطلاق النار من جانب الأمم المتحدة. خلال هذا الوقت نقلت الولايات المتحدة إمدادات عسكرية إلى إسرائيل بينما نقل الإتحاد السوفييتي إمدادات عسكرية إلى مصر.
في نهاية المطاف انسحبت القوات الإسرائيلية من غرب القناة واحتفظ المصريون بمواقعهم على شريط ضيق في الشرق مما سمح لهم بإعادة فتح قناة السويس والإعلان عن النصر. وفقا لموسوعة كونتينوم السياسية للشرق الأوسط، من الواضح أن إسرائيل كانت تتمتع بالانتصار العسكري على سوريا ومصر، لكنها عانت من ضربة كبيرة للمعنويات بالإضافة إلى خسائر بشرية كبيرة. أدت نتيجة الحرب إلى تمهيد الطريق «لمرحلة جديدة في العلاقات الإسرائيلية المصرية» انتهت في نهاية المطاف بالتوقيع على اتفاقية كامب ديفيد.

## جنوب لبنان

### نزاع 1978
كانت عملية الليطاني هي الاسم الرسمي للغزو الإسرائيلي للبنان عام 1978 حتى نهر الليطاني. حيث تم دفع قوات منظمة التحرير الفلسطينية إلى الشمال من النهر. أدى الاحتجاج الدولي إلى إنشاء قوة حفظ السلام التابعة لليونيفيل ومعتكفة بشكل جزئي من جانب إسرائيل.

### حرب لبنان 1982
بدأت حرب لبنان عام 1982 عندما هاجمت إسرائيل لبنان، وبررتها إسرائيل كمحاولة لإبعاد مقاتلي فتح بزعامة ياسر عرفات من جنوب لبنان (حيث أقاموا خلال الحرب الأهلية في البلاد، جيب شبه مستقل يستخدم لشن الهجمات على إسرائيل). وقد تعرض غزو حزب الكتائب اللبنانية لانتقادات واسعة، خاصة بعد مذبحة صبرا وشاتيلا المكوّنة من ميليشيا الكتائب المسيحية التي تدعمها إسرائيل، وأدت في النهاية إلى مقتل حوالي 1000 فلسطيني. على الرغم من أن إسرائيل نجحت خلال الحرب في إبعاد الأفراد العسكريين في منظمة التحرير الفلسطينية، بما في ذلك عرفات إلى تونس، فقد تورطت مع العديد من الميليشيات الإسلامية المحلية (ولا سيما حزب الله)، الذي حاربها لإنهاء الاحتلال الإسرائيلي.

### صراع 1982 - 2000
بحلول عام 1985 انسحبت إسرائيل من جميع الأراضي اللبنانية باستثناء امتداد ضيق حددته إسرائيل كمنطقة أمنية إسرائيلية. لم يتم تنفيذ قرار مجلس الأمن الدولي رقم 425 (الذي يدعو إسرائيل إلى الانسحاب الكامل من لبنان) بالكامل حتى 16 يونيو 2000. على الرغم من قراري مجلس الأمن 1559 و1583، لا يزال حزب الله يملك جناحًا عسكريًا.

## انتفاضة 1987-1993
الانتفاضة الفلسطينية الأولى 1987-1993، بدأت الانتفاضة من الفلسطينيين ولا سيما الشباب ضد الاحتلال العسكري الإسرائيلي للضفة الغربية وقطاع غزة بعد فشل منظمة التحرير الفلسطينية في تحقيق أي نوع من الحل الدبلوماسي ذي المغزى للقضية الفلسطينية. سرعان ما تولت قيادة منظمة التحرير الفلسطينية المنفية في تونس دورًا في الانتفاضة، لكن الانتفاضة أدت أيضًا إلى ارتفاع أهمية الحركات الوطنية الفلسطينية والإسلامية، وساعدت على الوصول إلى إعلان الاستقلال الفلسطيني في عام 1988. وبدأت الانتفاضة من قبل مجموعة من الشباب الفلسطينيين الذين بدأوا في إلقاء الحجارة على قوات الاحتلال الإسرائيلية في جباليا (قطاع غزة) في ديسمبر 1987. في مايو 1989 اقترحت حكومة إسحاق شامير، رئيس وزراء إسرائيل في ذلك الوقت، أن يوقف العنف وأن الانتخابات يجب أن تُعقد في الضفة الغربية وغزة من أجل وفد سياسي تتعامل معه إسرائيل بشأن تطبيق سلطة الحكم الذاتي المؤقتة الفلسطينية في هذه المناطق". لكن هذه الانتخابات لم تتجسد أبداً.
خلال حرب الخليج الثانية 1990-1991 حاول العراق اجتذاب إسرائيل إلى المواجهة، وبالتالي جعل من الصعب على الأنظمة العربية البقاء في الائتلاف. خلال الحرب دعمت منظمة التحرير الفلسطينية والملك الحسين من الأردن غزو العراق للكويت، في حين أن رئيس منظمة التحرير الفلسطينية ياسر عرفات كان قد تلقى مبلغ 100 مليون دولار من صدام حسين. ومع ذلك تحت ضغط قوي من الولايات المتحدة التي تخشى من أن يؤدي التدخل الإسرائيلي المباشر إلى تهديد وحدة الائتلاف، فإن إسرائيل لم تقم بالرد ضد العراق وقوات التحالف المتعددة الجنسيات التي أطاحت بالقوات العراقية من الكويت. كانت هزيمة صدام حسين في حرب الخليج «ضربة قاصمة للفلسطينيين». بعد حرب الخليج ضغطت السلطات الكويتية لترحيل 200,000 فلسطيني قسراً خارج الكويت. السياسة التي أدت جزئياً إلى هذه النزوح كانت رداً على محاذاة زعيم منظمة التحرير الفلسطينية ياسر عرفات مع صدام حسين. كما سحبوا دعمهم المالي من القضية الفلسطينية بسبب دعم منظمة التحرير الفلسطينية لصدام حسين. كانت هذه البيئة السياسية هي التي سمحت لمنظمة التحرير الفلسطينية بالبدء بمحادثات مع الولايات المتحدة وإسرائيل. انتهت الانتفاضة الفلسطينية الأولى بمؤتمر مدريد عام 1991 وتم التوقيع على اتفاقات أوسلو من قبل إسرائيل ومنظمة التحرير الفلسطينية في عام 1993.

## عملية أوسلو للسلام (1993-2000)
وقع رئيس الوزراء الإسرائيلي إسحاق رابين ورئيس منظمة التحرير الفلسطينية ياسر عرفات في أيلول / سبتمبر 1993 إعلان الإتفاقيات التي «صاغت مبادئ عملية مستقبلية لإنشاء سلطة حكم ذاتي مؤقتة مدتها خمس سنوات» في الأراضي الفلسطينية. في أيار / مايو 1994، تم تنفيذ المرحلة الأولى من الإتفاقية، ووصل عرفات حينها إلى قطاع غزة، وبدأت المساعدات المالية تتدفق من أجزاء من العالم الغربي واليابان. لسوء الحظ، «استلزم الاتجاه الجديد في العلاقات الإسرائيلية الفلسطينية موجة عنف من قبل المتعصبين الدينيين.» في أيلول / سبتمبر 1996، بعد افتتاح بعض الأنفاق القديمة بالقرب من الحرم القدسي الشريف، حدثت موجة صغيرة من العنف. هذا الأمر أخاف العديد من الإسرائيليين من الاعتقاد بأن «الواقع الجديد الذي أوجدته اتفاقيات أوسلو، أي وجود قوة شرطة مسلحة قرابة 30,000 فلسطيني... يمكن أن ينتقل بسهولة من التعاون إلى العداء.»
وقّع عرفات ورئيس الوزراء الإسرائيلي بنيامين نتنياهو في أكتوبر 1998 على اتفاقية واي ريفر والتي «دعت إلى تنفيذ عمليات إعادة الانتشار الأولى والثانية لإسرائيل وفقاً لإتفاقية أوسلو في ثلاث مراحل.» بعد فترة وجيزة، سقطت حكومة نتنياهو وحزب العمل (تحت قيادة إيهود باراك) وسيطر حينها على الكنيست. كانت الحملة الانتخابية لباراك موجهة في الغالب نحو سلام دائم في الشرق الأوسط من خلال مواصلة تنفيذ اتفاقية واي ريفر واتفاقية أوسلو. فاز باراك بالانتخابات وحاول الوفاء بوعوده في عام 2000، عندما التقى هو وعرفات في كامب ديفيد. كان باراك قد عرض على عرفات دولة فلسطينية في كل قطاع غزة ومعظم الضفة الغربية وعاصمتها القدس الشرقية. رفض عرفات الاقتراح، ولم يعارضه، وابتعد حينها عن طاولة المفاوضات.

## مقالات ذات صلة
- نشأة الصراع الفلسطيني الإسرائيلي